# Södermanlands runinskrifter 292
Runinskrift Sö 292, även kallad Brötastenen, är en runsten som står i närheten av Bröta i Grödinge socken och Botkyrka kommun, nära sockengränsen till Sorunda på Södertörn.

## Stenen
Stenen, som har en kurvig form, är omkring 250 centimeter hög, 135 centimeter bred och 35 centimeter tjock. Materialet är granit. Runslingan består av en orm som bildar en åtta och i vars övre ögla det finns ett kristet kors. Ristningen är utförd i Ringerikestil.

## Inskriften

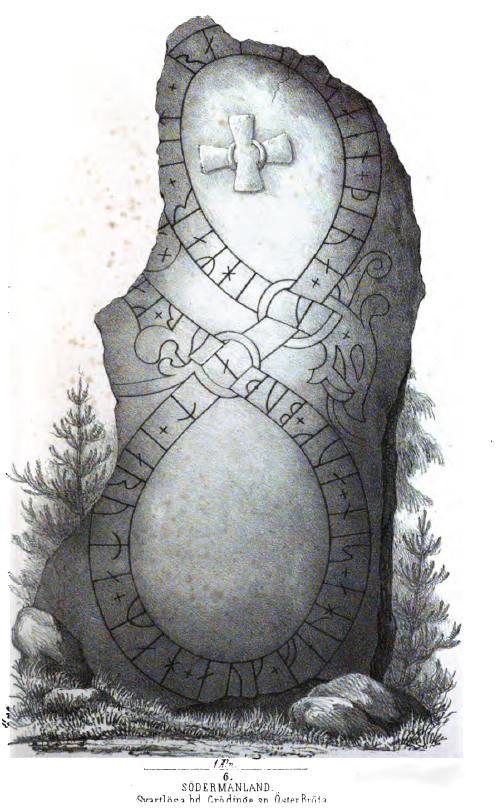
Teckning i Richard Dybecks Svenska run-urkunder, 1855.

Inskriptionen lyder i translitterering:
+ uihmar + (l)et + ra(i)-- + saen + þina + at + iaruta + mah + auk + felha + sin + auk + buþur + ka...a + 
På fornsvenska:
Vigmarr let ræi[sa] stæin þenna at Iarunda/Iarund, mag ok felaga sinn ok broður ... 
Översatt till modern svenska:
Vigmar lät resa denna sten efter Jörunda, sin frände och kamrat, och broder... 